# شورش هیزنمون
شورش هیزنمون (به ژاپنی: 平禅門の乱 へいぜんもんのらん)، تحولی سیاسی که در ۲۹ مه ۱۲۹۳ میلادی، در اواخر دوره کاماکورا در کاماکورا رخ داد. همچنین به عنوان جنگ تایرا نو یوریتسونا شناخته می‌شود. پس از مرگ شیکن هشتم هوجو توکیمونه، که حمله مغول به ژاپن را شکست داده بود، تایرا نو یوریتسونا، که قدرت واقعی شوگون سالاری کاماکورا را به عنوان نایکانری از خانواده توکوسو از خاندان هوجو به دست گرفت، توسط ارباب خود، نهمین شیکن هوجو ساداتوکی سرنگون شد.